# جان سیمپسون (بازیکن بسکتبال)
جان سیمپسون (انگلیسی: John Simpson؛ زادهٔ ۱۹ اوت ۱۹۹۷) بازیکن فوتبال آمریکایی اهل ایالات متحده آمریکا است.